# 개브리엘 (가수)
루이즈 개브리엘 보브(Louise Gabrielle Bobb, 1970년 4월 16일 ~ ), 간단히 개브리엘(Gabrielle)은 잉글랜드의 가수다.